# كريستوفر ماكلولين
كريستوفر ماكلولين (بالإنجليزية: Christopher McLaughlin)‏ هو لاعب كرة قدم بريطاني في مركز الدفاع، ولد في 22 مارس 1998 في غلاسكو في المملكة المتحدة. لعب مع نادي دمبرتون.